# Институт по информационни и комуникационни технологии
Институтът по информационни и комуникационни технологии (ИИКТ – БАН) е български научен институт със седалище в София, част от Българската академия на науките.
Създаден е през 2010 година със сливането на дотогавашните Институт по паралелна обработка на информацията, Институт по информационни технологии и Институт по компютърни и комуникационни системи. Институтът включва дванадесет секции:
- „Паралелни алгоритми“
- „Научни пресмятания“
- „Математически методи за обработка на сензорна информация“
- „Лингвистично моделиране и обработка на знания“
- „Информационни технологии в сигурността“
- „Грид-технологии и приложения“
- „Моделиране и оптимизация“
- „Информационни процеси и системи за вземане на решения“
- „Интелигентни системи“
- „Вградени интелигентни технологии“
- „Комуникационни системи и услуги“
- „Йерархични системи“